# Mihai Chiriac
Mihai Chiriac (n. 16 aprilie 1937 – d. 11 decembrie 2020) a fost un deputat român în legislaturile 1990-1992, 1992-1996 și 1996-2000. În legislatura 1990-1992, Mihai Chiriac a fost  ales în județul Suceava pe listele partidului FSN, iar în legislaturile 1992-1996 și 1996-2000 a fost ales pe listele PD. Mihai Chiriac a studiat la Institutul Agronomic de la Facultatea de Zootehnie, Iași. 